# Valeria Golino
 Valeria Golino (en griego: Βαλέρια Γκολίνο; Nápoles, 22 de octubre de 1965) es una actriz de cine y de televisión y directora de cine italiana, principalmente conocida por su participación en la película Rain Man (1988) y Hot Shots! (1991). Ha obtenido diversos premios durante su carrera, como el David di Donatello, el Nastro d'Argento y la Copa Volpi.
Debutó como directora de cine con Miele, que ganó un Commendation en el Festival de Cine de Cannes de 2013.

## Biografía
Valeria Golino nació en Nápoles, Italia, pero tiene ascendencia de distintas nacionalidades ya que su padre era italiano y su madre griega de origen egipcio-francés.
La actriz creció entre Atenas y Nápoles, en un ambiente artístico. Su padre era un experto germanista, su madre, pintora y su hermano es músico. Es sobrina del periodista de L'Espresso Enzo Golino. 
Golino habla italiano, inglés, francés y griego. Ha sido pareja del director Peter Del Monte y de los actores Benicio del Toro, Fabrizio Bentivoglio y Andrea Di Stefano. Desde la primavera de 2006 y hasta 2016 tuvo una relación con el sex-symbol italiano Riccardo Scamarcio.

### Carrera
Golino comenzó a trabajar como modelo en Atenas. Su primer papel, en la película Pequeños fuegos, lo consiguió en 1985. Un año después ganó el Premio a la "Mejor actriz" en el Festival de Cine de Venecia por Storia d'amore.
Su primer trabajo en Hollywood fue en la película Big Top Pee-wee en 1988. En Rain Man interpretó a Susanna, la novia del personaje de Tom Cruise, en The King's Whore fue la amante del personaje de Timothy Dalton y en Hot Shots! compartió reparto con Charlie Sheen.
En 2018 recibió el Premio Ciudad de Sevilla en la XV edición del Festival de Sevilla de cine europeo.

## Filmografía

### Cine y televisión
- Scherzo del destino en agguato dietro l'angolo come un Brigante da strada (1983)
- Sotto... Sotto ... sotto (1984) - cameo
- Blind Date (1984) - Chica en Bikini
- Piccoli fuochi (1985) – Mara
- Storia d'amore (1986) - Bruna Assecondati
- Detective School Dropouts (1986) - Caterina
- Figlio mio infinitamente caro (1987) - Francesca
- Dernier été à Tanger (1987) - Claudia Marchetti
- Gli occhiali d'oro (1987) - Nora Treves
- Paura e amore (1988) – Sandra Parini
- Big Top Pee-wee (1988) - Gina Piccolapupula
- Rain Man (1988) – Susanna
- Torrents of Spring (1989) - Gemma Rosselli
- Traces of an Amorous Life (1990)
- The King's Whore (1990) - Jeanne de Luynes
- Hot Shots! (1991) - Ramada Thompson
- The Indian Runner (1991) - Maria
- Year of the Gun (1991) - Lia
- Puerto Escondido (1992) - Anita
- Fallen Angels (serie de televisión, episodio "Red Wind") (1993) - Eugenie Kolchenko
- Loca academia de pilotos Parte 2 (1993) - Ramada Rodham Hayman
- Clean Slate (1994) - Sarah Novak/Beth Holly
- Come due coccodrilli (1994) - Marta
- Immortal Beloved (1994) - Giulietta Guicciardi
- Submission (cortometraje, 1995)
- Leaving Las Vegas (1995) - Terri
- Four Rooms (1995) - Athena
- Il fratello minore (cortometraje, 1996)
- Danza della fata confetto (cortometraje) (1996) - Secretaria
- Escoriandoli (1996) - Ida
- Escape from L.A. (1996) - Taslima
- I Sfagi tou kokora (1996)
- An Occasional Hell (1996) - Elizabeth Laughton
- Le Acrobate (1997) - Maria
- Alexandria Hotel (1998) - Justine
- L'Albero delle Pere (1998) - Silvia
- Side Streets (1998) - Sylvie Otti
- Spanish Judges (1999) - Jamie
- La vita che verrà (miniserie de televisión, 1999) - Nunzia
- Harem Suaré (1999) - Anita
- Tipota (cortometraje, 1999) - Actriz
- To Tama (2000)
- Things You Can Tell Just by Looking at Her (2000) - Lilly
- Ivansxtc (2000) - Constanza Vero
- Controvento (2000) - Nina
- Hotel (2001) - Actriz italiana
- L'Inverno (2002) - Anna
- Respiro (2002) - Grazia
- Frida (2002) - Guadalupe Marín
- Julius Caesar (telefilme, 2002) - Calpurnia
- Take Me Away (2003) - Luciana
- San Antonio (2004) - La mujer italiana
- Vivo (2004) - Elisa
- 36 Quai des Orfèvres (2004) - Camille Vrinks
- Mario de la Guerra (2005) - Julia
- Texas (2005) - María
- Olé! (2005) - Carmen Holgado
- Il Sole Nero (2006) - Agata
- Ma place au soleil (2006)
- Actrices (2006)
- La ragazza del lago (2006) - Chiara
- A Casa Nostra (2006) - Rita
- Lascia perdere Johnny (2007)
- Caos calmo (2008)
- Ca$h (2008)
- La Fabbrica dei Tedeschi (2008)
- Giulia non esce la sera (2009)
- Les Beaux gosses (2009)
- L'amore buio (2009)
- Come il vento (2013) - Armida
- El capital humano (2013) - Roberta
- Jacky in Women's Kingdom (2014)
- El color oculto de las cosas (2017)
- 5 è il numero perfetto (2019) - Rita
- Retrato de una mujer en llamas (2019)
- The Morning Show (2021-¿?) - Paola Lambruschini
- El juego bonito (2024) - Gabriella[5]

### Como directora
- Miele (2013)

## Premios y distinciones
Festival Internacional de Cine de Cannes
| Año  | Categoría                                    | Trabajo nominado | Resultado |
| ---- | -------------------------------------------- | ---------------- | --------- |
| 2013 | Premio del Jurado Ecuménico Mención especial | Miele            | Ganador   |

Festival Internacional de Cine de Venecia
| Año  | Categoría                 | Trabajo nominado | Resultado |
| ---- | ------------------------- | ---------------- | --------- |
| 1986 | Copa Volpi - Mejor actriz | Storia d'amore   | Ganadora  |
| 2015 | Copa Volpi - Mejor actriz | Per amor vostro  | Ganadora  |